# Nigel Freminot
Nigel Freminot (5 giugno 1980) è un ex calciatore seychellese, di ruolo difensore.

## Carriera

### Club
Con il Saint-Michel United vinse quattro campionati nazionali e tre coppe nazionali in cinque stagioni.

### Nazionale
Esordí in nazionale il 9 settembre 2007 contro Mauritius, in una partita valevole per le qualificazioni alla Coppa D'Africa 2008 (conclusasi sull'1-1).
In totale collezionò 21 presenze con la propria nazionale.

## Palmarès

### Club

#### Competizioni nazionali
- Campionato seychellese: 4

Saint-Michel United: 2008, 2010, 2011, 2012
- Coppa delle Seychelles: 3

Saint-Michel United: 2008, 2009, 2011